# Viljo Vesterinen
Viljo "Vili" Vesterinen, född 26 mars 1907 i Ollila, Terijoki, Kivinebb, död 18 maj 1961 Helsingfors, var en finländsk dragspelare och tonsättare.

## Biografi
Vesterinen föddes i byn Ollila som son till Joonas och Aino (född Hyttinen) Vesterinen. Hans bröder, Emil och Rudolf var sju respektive fem år äldre än Viljo. När Viljo var fyra eller fem år gammal flyttade familjen till Nykyrka. Viljo gick åtta år i grundskolan och redan när han var barn kom han i kontakt med dragspel. Han lärde sig snabbt att spela tvåradigt dragspel och blev mycket eftertraktad vid festivalerna och tillställningarna i trakten. När han var tolv år gammal hade han hunnit uppträda på diverse platser och bland annat spelat på bröllop. Hans far och lärare tyckte inte om dragspelandet, han ville att Viljo skulle lära sig grunderna för en affärsman, men Viljo tyckte om att spela och tjänade på det. Efter stora gräl med sin far, lämnade Vesterinen som 14-åring sitt hem med sitt dragspel. Han bodde därefter hos sin gudfar innan han tjänade ihop pengar till en biljett till Viborg och avreste. I Viborg hade hans bror, Rudolf, genomgått militärtjänst. I november 1921 inleddes Vesterinens musikkarriär genom att möte med Jooseppi Leskinen.
Vesterinen studerade cello och piano vid Viborgs musikinstitut, han var redan självlärd med dragspelet. Under 1920-talet spelade Vesterinen i filmer, cirkusar och caféer. Han blev därefter medlem i Suomi Jazz Orkesteri och 1929–1931 var han medlem i Dallapé-orkestern. 1931–1938 var Vesterinen orkesterns stora stjärna. Under andra världskriget var Vesterinen fältartist tillsammans med Reino Palmroth och 1944 uppträdde som solist Vesterinen vid Helsingfors stadsteater. Under 1940- och 1950-talen var Vesterinen medlem i Finländska dragspelsmästerskapens jury. 1957 hölls Vesterinens 50-årsjubileumskonsert i Helsingfors mässhall.
Efter kriget var Vesterinen en uppskattad underhållare. När han var på väg från Övertorneå efter en spelning i november 1950, fick han en stroke. Under 1950-talet drabbades han av en till stroke, vilket ledde till att han inte kunde spela lika ofta. En förlamning ledde till ett osunt leverne med tobak, alkohol och onyttig mat och detta kan ha berott på 19 år av gulsot. I april 1960 gjorde han sitt sista framträdande och när han inte längre kunde spela, fick Martti Jäppilä och Jorma Juselius spela i hans ställe. Vesterinen själv fick framträda på scen endast för att visa sig för publiken. I mars 1961 drabbades Vesterinen av en till stroke, som ledde till att han tappade talförmågan och under hans sista tid i livet behandlades han på sjukhuset i Kivelä. Vesterinen avled den 18 maj 1961 och begravdes på Furumo begravningsplats. Där ligger även hustrun Toini (1921–1991).

## Inspelningar
Viljo Vesterinen gjorde 133 skivinspelningar mellan 1929 och 1953, men hans mest kända är Säkkijärven polkka från 1939. Melodin var inte hans egen, men han arrangerade låten själv. Andra kända inspelningar är "Metsäkukkia", "Hilpeä hanuri" och "Valssi menneiltä ajoilta". Under 1950-talet gjorde Vesterinen flera inspelningar med Lasse Pihlajamaa och den sista inspelningen gjorde han med sångaren Kauko Käyhkö, då med låten "Soittajan kaipuu".

## Eftermäle
1977 bildades Viljo Vesterinen-kilta till dennes minne. Viljo Vesterinens elever, Esko Könönen och Taito Vainio, blev mycket kända dragspelare i Finland.